# Затопление Бостона патокой
Затопление патокой Бостона (штат Массачусетс, США) случилось 15 января 1919 года, после того как в бостонском районе Норт-энд взорвался гигантский резервуар с мелассой и волна сахаросодержащей жидкости пронеслась по улицам города со скоростью около 60 км/ч. Погиб 21 человек, ещё 150 попали в больницы.
Катастрофа произошла на алкогольном заводе компании Purity Distilling Company во время постепенной реализации «сухого закона». Ферментированная меласса в то время широко использовалась для получения этанола. Накануне введения полного запрета владельцы стремились изготовить и реализовать как можно большее количество продукции.
День выдался необычайно тёплый. Видимо, из-за усталости металла в переполненном резервуаре с 8700 м³ патоки (диаметром 27 метров, высотой 15 метров) разошлись соединённые заклёпками стальные листы. Очевидцы слышали громкие хлопки, напоминающие пулемётные очереди. Земля дрогнула, как будто прошёл поезд.
На улицы города хлынула волна патоки высотой от 2,5 до 4,5 м. Давление патоки было настолько велико, что сдвинуло с путей грузовой состав. Ближайшие к заводу здания были затоплены на метровую высоту, некоторые из них обрушились. Люди и лошади гибли от удушья, будучи неспособными выбраться из вязкого вещества.
Спасательная операция продолжалась четыре дня. В зоне катастрофы был развёрнут передвижной госпиталь Красного креста. Для ликвидации последствий в город вошло подразделение ВМС США. Извлечённые из патоки тела опознать было практически невозможно. На очищение улиц от патоки ушло 87 тысяч человеко-часов.
Местные жители, долгое время страдавшие от удушья и кашля, подали иск на владельцев резервуара. Хотя последние винили в организации взрыва анархистов, пострадавшие добились выплат на общую сумму в 600 тысяч долларов (примерно 8,5 миллиона долларов по курсу 2015 года). Резервуар восстанавливать не стали, сейчас на его месте находится бейсбольная площадка. По словам бостонцев, даже сейчас в знойные дни от старых домов исходит запах карамели.